# La Marseillaise (dziennik)
La Marseillaiseⓘ  (pol. marsylianka lub Marsylianka) –  lewicowy dziennik regionalny dystrybuowany w połudnowo–wschodniej Francji. Dziennik został założony 1 grudnia 1943 roku w Aix–en–Provence. Od sierpnia 1944 roku jego główna redakcja znajduje się Maryslii.

## Charakterystyka
Pismo powstało jako wydawnictwo podziemne na fali wzmożenia nastrojów niepodległościowych po odsunięciu rządu Vichy i ustanowieniu przez Niemców pełnej okupacji wojskowej na terenie Francji. Na początku redakcję La Marseillaise tworzyli członkowie Francuskiej Partii Komunistycznej, a pierwsze numery pisma drukowanego jeszcze w Aix–en–Provence powstawały dzięki zaangażowaniu lokalnego dukarza Eugène’a Tournela. Założycielami pisma byli m.in. Pierre Brandon i  Marcel Thomazeau (odznaczony za działalność podczas wojny Orderem Narodowym Legii Honorowej). La Marseillaise miała stanowić przeciwagę dla otwarcie kolaborującego z okupantem, powstałego jeszcze w XIX wieku dziennika Le Petit Marseillais (pol. mały marsylczyk), chociaż — poza kilkoma pierwszymi numerami — La Marseillaise była potajmenie drukowana z wykorzystaniem sprzętu używanego przy produkcji Le Petit Marseillais. Po wyzwoleniu Maryslii, w sierpniu 1944 roku, podczas denazyfikacji instytucji publicznych i likwidacji Le Petit Marseillais, dziennikarze La Marseillaise zajęli jego siedzibę, w której pracują do dziś. Do 2018 roku La Marseillaise posiadała lokalne redakcje w czterech departamentach południowo–wschodniej Francji. W ramach restrukturyzacji wydawnictwa w latach 2014–2018 zasięgi drukowanego wydania zmalały o połowę, do dwóch departamentów: Delta Rodanu i Var. Znacznie zredukowano też zatrudnienie w wydawnictwie – z 210 pozostało 50 osób. W 2018 roku dziennik osiągał nakład 15,000 egzemplarzy. Wydawnictwo ma również podpisane umowy na dostęp do papierowego wydania na urządzeniach mobilnych przez dwie duże platformy czytelnicze – francuską Cafeyn i szwedzką Readly. Dziennik La Marseillaise jest organizatorem corocznego, odbywającego się pod koniec stycznia, wyścigu kolarskiego Grand Prix Cycliste La Marseillaise oraz Mondial La Marseillaise à Pétanque – kilkudniowego turnieju gry w bule.

### Linia redakcyjna
Zespół La Marseillaise oficjalnie definiuje linię redakcyjną dziennika jako koncentrującą się wokół „wartości humanistycznych, sprawiedliwości społecznej, pokoju, wolności i emancypacji”.

## Upamiętnienie
W 2023 roku rada miejska Aix–en–Provence nazwała jeden ze skwerów nieopodal miejsca powołania do życia pisma (rue Bédarrid 29), imieniem La Marseillaise. Uroczystość upamiętnienia powstania dziennika odbyła się w Światowym Dniu Wolności Prasy. W tym samym roku redakcja przygotowała numer specjalny z okazji 80. rocznicy powstania La Marseillaise.